# کتاب‌سنجی

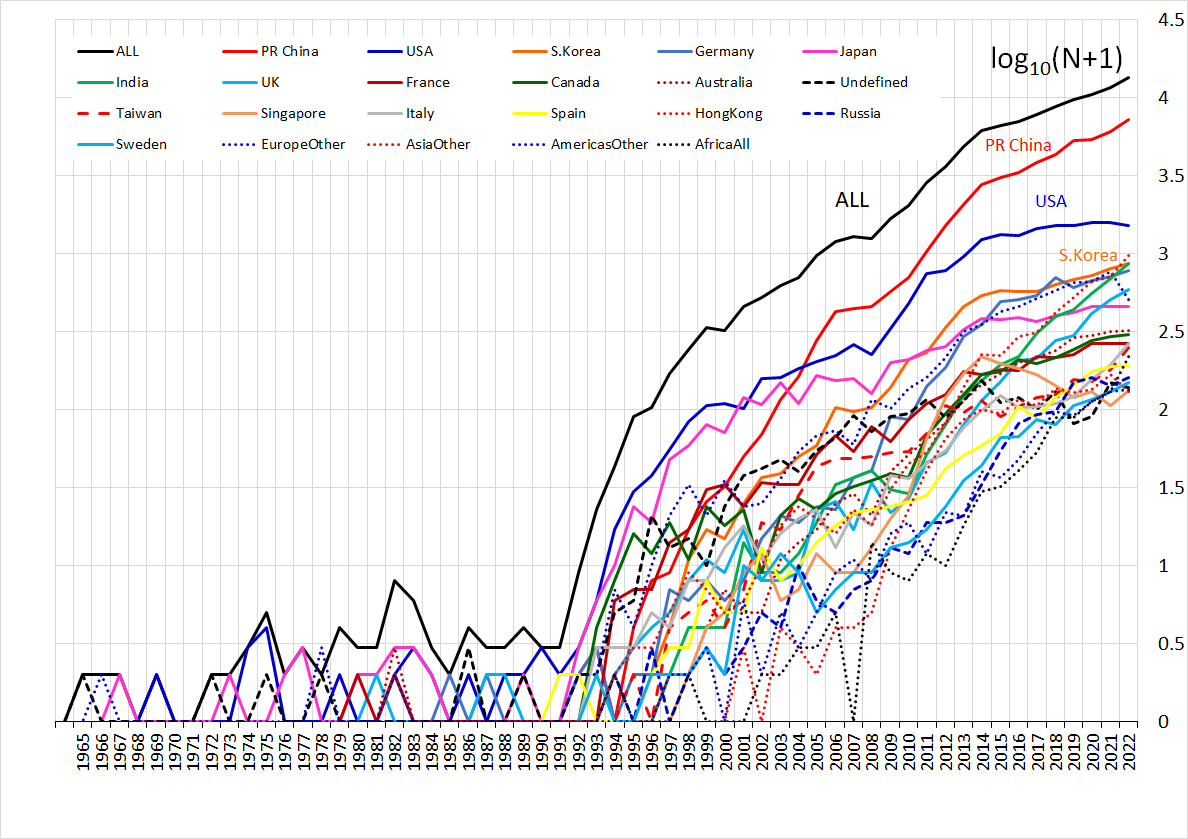
داده ها در تاریخ 14/08/2023 از پایگاه داده Scopus

کتاب‌سنجی نوعی روش پژوهش در علوم کتابداری و اطلاع‌رسانی است که به مطالعه یا سنجش کمّی متون و اطلاعات می‌پردازد. تحلیل استنادی و تحلیل محتوا دو روش رایج در حوزه کتاب‌سنجی هستند. با این حال تحلیل استنادی تشکیل دهنده هسته اصلی علم کتاب‌سنجی است.

پریچارد در سال ۱۹۶۹ واژه کتاب سنجی را به مفهوم "مطالعه کمیت پذیر فرایند ارتباطات مکتوب" به کاربرد (احمدلو و امانی، ۱۳۸۷، ص۳۵)اما کاربرد آن عملاً به سال ۱۸۹۰ بر می‌گردد؛ و شاید بتوان اثر کمپل را که با استفاده از روش‌های آماری به مطالعه موضوعی انتشارات می‌پرداخت را به عنوان اولین تلاش در مطالعات کتاب سنجی به حساب آورد (عصاره، ۱۳۷۶، ص ۶۷).

پریچارد واژه ابداعی خود، "کتاب سنجی را اینگونه تعریف می‌کند: "کاربرد روش‌های ریاضی و آماری در بررسی و استفاده از کتاب‌ها و دیگر مواد مکتوب و مضبوط کتابخانه‌ای است"(سن گوپتا، ۱۳۷۲، ص ۳۹).

بارزترین عامل رشد کتاب سنجی را می‌توان در قوانین بنیادی زیر یافت:
1. قانون "لوتکاً دربازه بازدهی علمی
2. قانون زبان‌شناسی "زیپف"
3. قانون پر اکندگی مقاله‌های علمی "بردفورد"

این سه قانون تجربی، موجب ترقی و پیشرفت سریع فعالیت‌های پژوهشی کتاب سنجی شده است (احمدلو و امانی، ۱۳۸۷، ص ۳۷).

لاوانی تقریباً بیشتر به کاربردهای کتاب سنجی اشاره کرده و کاربردهای این روش را در زمینه‌هایی مانند انتخاب مواد، مطالعه الگوهای انتشاراتی، معرفی حوزه‌های علمی، کهنگی متون، معرفی نویسندگان پرکار، ارزیابی تأثیر مواد برشمرده است (عصاره، ۱۳۷۶، ص ۶۹–۷۰).